# Paul Samson
Paul Samson (vero nome Paul Sanson) (Londra, 4 giugno 1953 – Londra, 9 agosto 2002) è stato un chitarrista, cantante e produttore discografico britannico, noto per essere stato il leader della band heavy metal Samson.

## Discografia

### Samson
- Survivors (1979)
- Head On (1980)
- Shock Tactics (1981)
- Before the Storm (1982)
- Don't Get Mad - Get Even (1984)
- Thank You and Goodnight (1985)
- Refugee (1990)
- Live at Reading '81 (1990)
- Samson (1993)
- The BBC Sessions (1997)
- Metal Crusade (1999)
- Live in London 2000 (2001)

### Solista
- Joint Forces (1986) – album solista, ristampato nel 1993 accreditato ai Samson (band).
- and There It Is... (1988) – EP ampliato e ripubblicato come 1988 nel 1993, accreditato ai Samson.
- Live at the Marquee (1994) - riproposto nel 1997 attribuito ai Paul Samson's Empire.
- Live: The Blues Nights (2002)
- P.S.... (2006) - postumo.

### Raccolte
- Last Rites (1984)
- Head Tactics (1986)
- Pillars of Rock (1990)
- Burning Emotion (1995)
- The Masters (1998)
- Past Present & Future (1999)
- Test of Time (1999)
- There and Back (2001)
- Riding with the Angels - The Anthology (2002)
- Tomorrow and Yesterday (2006)